# Proechimys semispinosus
Proechimys semispinosus là một loài động vật có vú trong họ Echimyidae, bộ Gặm nhấm. Loài này được Tomes mô tả năm 1860.

## Hình ảnh

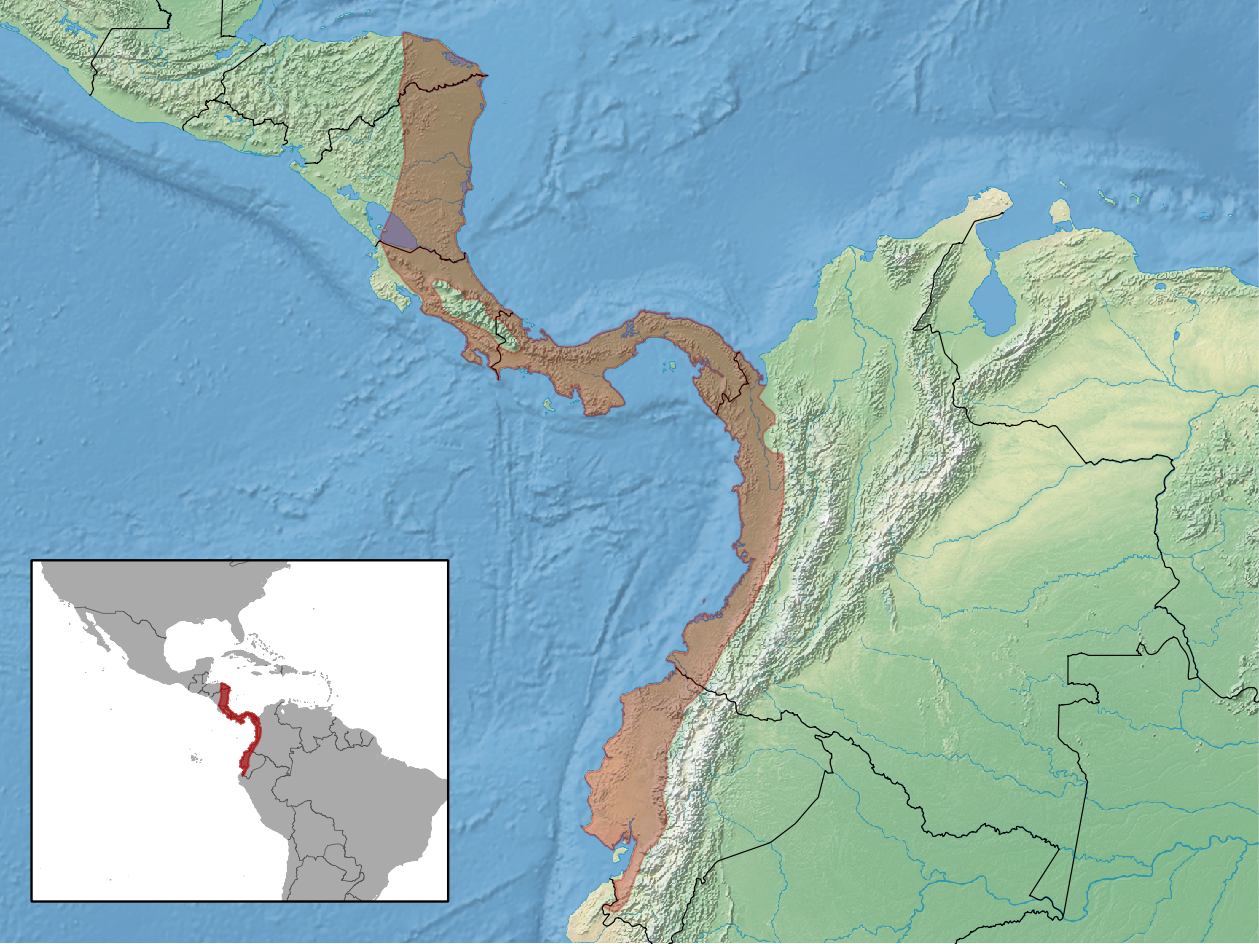